# Henrik Georg Falkenberg (1637–1709)
Henrik Georg Falkenberg af Bålby, född 7 februari 1637 i Stockholm, död 2 juni 1709 i Vårdnäs församling, Östergötlands län, var en svensk ämbetsman.

## Biografi
Henrik Georg Falkenberg af Bålby föddes 1637 i Stockholm. Han var son till häradshövdingen, greve Melker Falkenberg af Bålby och Elisabet von Löben. Falkenberg blev 16 december 1649 student vid Uppsala universitet, 9 mars 1666 legat till England, 22 juli 1667 hovråd och i mars 1668 kansliråd. Han blev 29 juli 1670  vice president i Göta hovrätt och var även från 7 januari 1676 vice landshövding i Älvsborgs län. Falkenberg var från 1677 vice landshövding i Närkes och Värmlands län. Han tog avsked från tjänsten som vice landshövding 1707 och som vice president 29 februari 1708. Falkenberg avled 1709 på Brokind i Vårdnäs socken och begravdes 12 oktober 1709 i Riddarholmskyrkan.

### Egendom
Falkenberg ägde Bålby i Skagershults socken, Falkenå i Kräcklinge socken, Kirrumpä i Livland, Hasselfors bruk i Skagershults socken, Värsta i Viby socken, Brokinds slott i Vårdnäs socken, Haga slott i Svinnegarns socken, Staby i Giresta socken, Bärnsta i Lillkyrka socken, samt Rustorp och Tolarp i Järstorps socken.

### Familj
Falkenberg gifte sig 19 februari 1674 med Christina Elisabet Natt och Dag (1653–1701), dotter till kammarrådet Gustaf Persson (Natt och Dag) och Christina Ulfsparre af Broxvik. De fick tillsammans barnen Gustaviana Christina Falkenberg (1675–1737), Elisabet Falkenberg (1676–1686), militären Melker Falkenberg (1677–1716), militären Gustaf Falkenberg (1678–1721), Anna Maria Falkenberg (1679–1744) som var gift med fältmarskalken, friherre Axel Sparre, Sofia Falkenberg (1680–1761), översten Henrik Falkenberg (1681–1754), Carl Gabriel Falkenberg (1683–1694), Beata Catharina Falkenberg (1684–1746) och Maria Elisabet Falkenberg (1690–1742).